# Nationalisme pakistanais

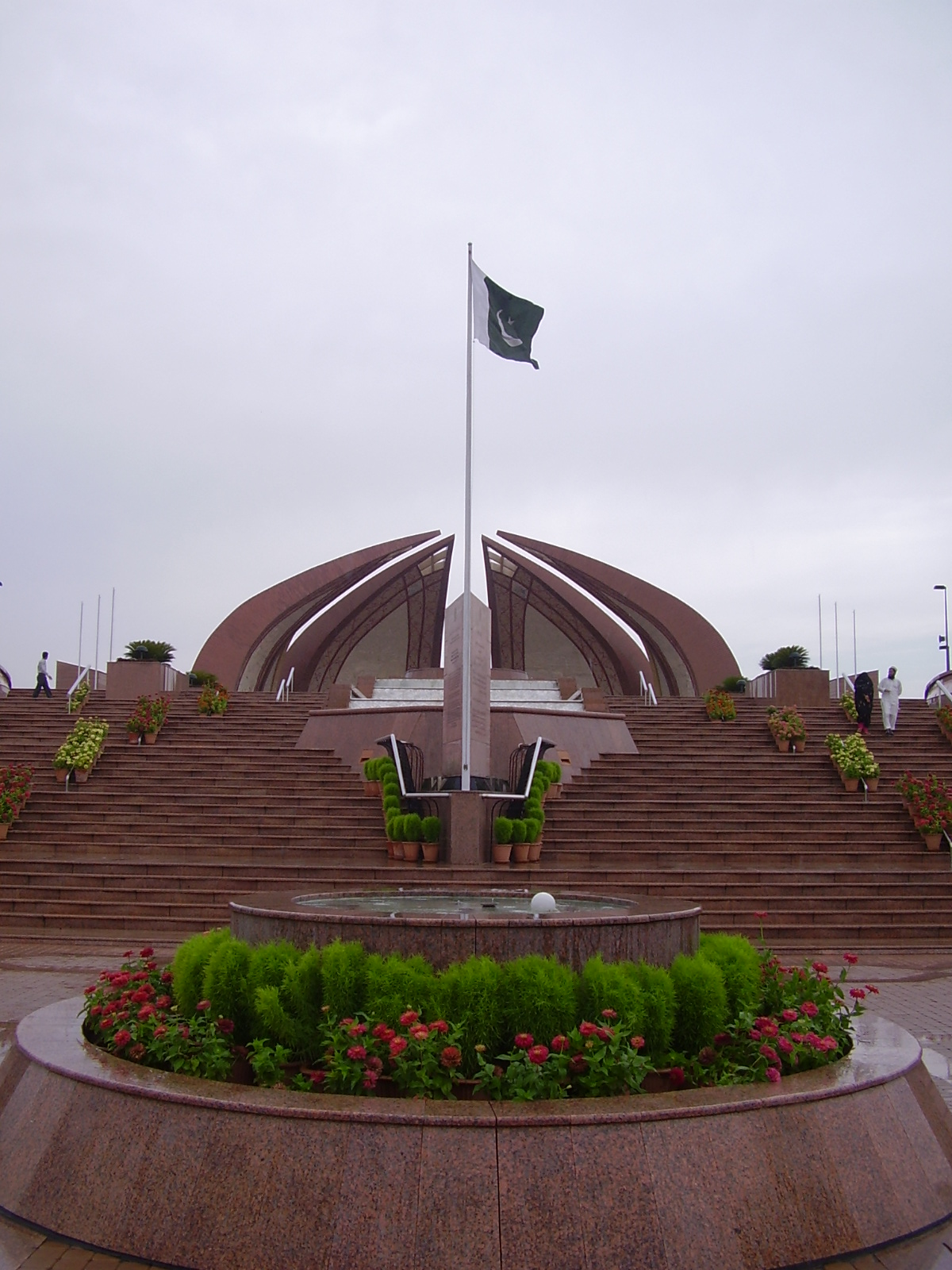
« Monument national » à Islamabad.

Le nationalisme pakistanais est une idéologie politique fondée sur la valorisation de la nation pakistanaise. Il trouve ses origines à la fin du XIXe siècle, par la création d'une identité pour les musulmans du sous-continent indien. Il se développe substantiellement avec la fondation de la Ligue musulmane en 1906. Le mouvement politique va progressivement défendre la création d'une nation pour les musulmans d'Inde au travers de la théorie des deux nations. En 1940, la résolution de Lahore va inscrire la volonté de la création d'un État indépendant, concrétisant le « Mouvement pour le Pakistan ».
Le 14 août 1947, le Pakistan est créé à la suite de la partition des Indes. Depuis lors, la nation pakistanaise a toutefois fait face à différents problèmes d'identités et de définitions, en plus d'être remis en cause par des mouvements séparatistes ou régionalistes. Le nationalisme pakistanais est aujourd'hui porté par différents partis politiques, notamment ceux issus de la Ligue musulmane du Pakistan.

## Naissance d'un nationalisme

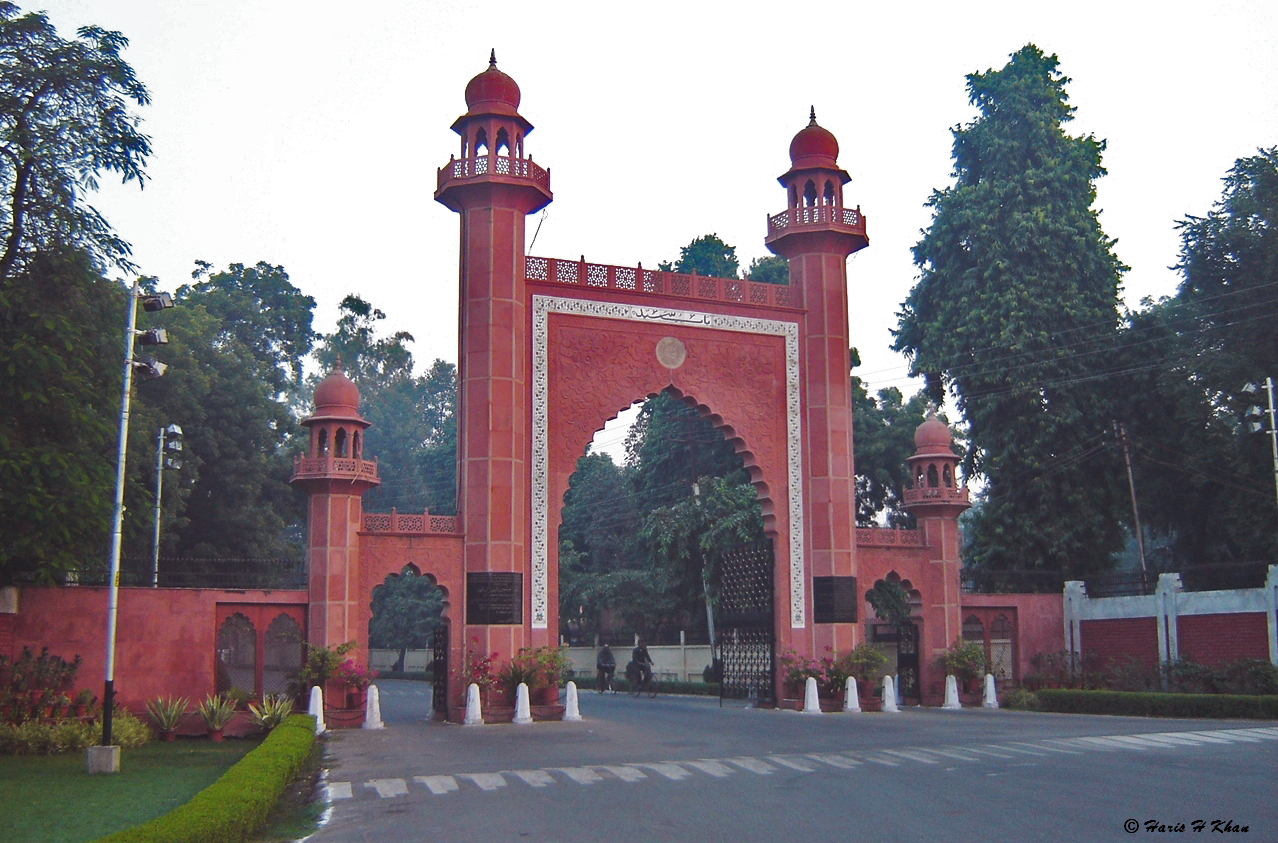
L'Université musulmane d'Aligarh.

La naissance du nationalisme pakistanais s'exprime d'abord sous la forme du renouveau d'un sentiment identitaire parmi les musulmans du sous-continent indien, alors sous domination du Raj britannique. Ce mouvement s'apparente alors plus à un « nationalisme musulman », porté par l'élite intellectuelle des provinces unies d'Agra et d'Oudh qui entend faire naitre un sentiment d'appartenance commune et la défense des intérêts de la communauté. Syed Ahmad Khan en est l'un des principaux précurseurs. Il fonde en 1875 l'Université musulmane d'Aligarh, donnant naissance au « mouvement d'Aligarh » qui vise à l'éducation des masses. Ce nationalisme religieux dans le contexte indien sous-tend que l'hindouisme et l'Islam constituent deux nations, par-delà les clivages régionaux, ethniques et linguistiques.

## Le morcellement ethnolinguistique du Pakistan
La composante qui impose le plus de difficultés dans la tentative d'union nationale reste cette particularité qui est la diversité de la sociologie pakistanaise. Ce sont surtout les diversités ethniques qui caractérisent la société, elles ne sont pas seulement apparentes, mais façonnent de façon profonde toutes les variables qui définissent la nation : les valeurs, les coutumes, les mœurs, la langue. Il est extrêmement compliqué de trouver dans ce morcellement régional des points communs entre les différents peuples qui composent le Pakistan. Héritiers d’un passé commun violent, les différents groupes ethniques sont méfiant entre eux. Plusieurs éléments permettent de catégoriser ces différents peuples, la langue semble cependant être la variable la plus efficace, voir la plus logique car elle représente une des premières marques visibles d'appartenance à un groupe, dans le cas du Pakistan, elle catégorise immédiatement son orateur. Il existe 4 principaux groupes répartis sur le territoire: les Pendjabis représentent 45 % de la population, suivi par les pachtounes représentant 15 % de la population, les Sindis qui seraient eux aussi 15 % puis les Baloutches qui représenteraient 5 % de la population. Il est important de souligner que le pourcentage de la présence des ethnies et du pourcentage de l’utilisation des langues qui sont associées à ces ethnies concordent presque parfaitement. Cet élément peut être un exemple qui pourrait attester que le projet national d’un Pakistan bloc est très loin de se réaliser. Il existe un grand nombre de minorités ethniques qui morcelle le territoire. ce qui complique aussi la tâche un nationalisme étatique c'est que le Pakistan est organisé en provinces qui sont superposées sur les ethnies en question. Les administrations, même s’il y a la présence d’une administration fédérale, sont dotées d’une certaine autonomie, la culture est produite par les acteurs qui sont le fruit de leur ethnie et donc de leur langue, les mœurs et coutume sont ,pour certaines communes, dans une forme d’autarcie. Les disparités économiques et la pauvreté d’un grand nombre de ses habitants ne permettent pas non plus à la population de trouver un niveau de vie qui permettrait un modèle de société offrant la consommation de masse et apportant ainsi une forme d’harmonisation effective en son sein. Les ethnies ne suivent pas aussi les mêmes formes d’organisation sociale, pour le cas des Balouches, la société tribale rythme les interactions sociales, plusieurs rituels et principes sont à respecter comme le « pakhtunwali » qui impose la vengeance par le sang. Pour ce qu’il en est des Sindhis par exemple, c’est le système de caste comme en Inde qui primera. Plusieurs élans nationalisme régionalisé ont vu le jour au Pakistan, c’est la non-reconnaissance de ces identités régionales qui a pourtant provoqué, en 1971, la sécession de l’aile orientale du pays avec la proclamation de son l’indépendance. Les nationalistes de la province du Sud-Ouest du nouveau Pakistan, le Baloutchistan, déclenchèrent une guérilla sévèrement réprimée par le Premier ministre, Zulfikar Ali Bhutto. La cause Sindh des années 70 a elle aussi été un important mouvement de revendication de la communauté, qui a même selon les factions appelées à la scission avec le Pakistan.

## Le cas du Cachemire, un potentiel axe de nationalisme pakistanais?

### Origines historiques du conflit indo-pakistanais et construction d'un récit national par opposition à l'ennemi
Ce sont les modalités de cette partition dans l’accès à l’indépendance qui mettent le feu aux poudres dans un territoire indien déjà sujet à de nombreuses tensions. Au temps de l’Inde britannique, il existait deux sortes de régions internes : celles qui étaient sous la domination entièrement britannique et celles qui étaient sous contrôle princier. Ces territoires bénéficiaient d’une libre décision quant à leur futur : un rattachement à l’Inde, au Pakistan ou une indépendance. Ce fut le cas d’Hyderabad, mais, à la différence de celui du Cachemire, le différend est réglé relativement rapidement. Le cas du Cachemire est décrit comme « l’héritage le plus brûlant de la partition ». En effet, cette région à majorité musulmane mais dont le maharadjah était hindou posait un problème. Nommé Hari Singh, le maharajah du Cachemire hésite et tergiverse entre les trois options qui s’offrent à lui. Au sein de la région disputée, deux partis s’opposent : la Conférence musulmane, qui désire que le Cachemire soit rattaché au Pakistan et la Conférence nationale, qui désire l’inverse, c’est-à-dire un rattachement à l’Inde. Les tensions étant toujours plus fortes, Hari Singh décide « de préserver son indépendance en obtenant pour le Jammu-et-Cachemire un statut particulier ». Cependant, des révoltes débutent au Cachemire, notamment la révolte du Poonch et des tribus qui venaient du Nord envahissent la région. Cette insurrection musulmane venait du Pakistan mais n’était, selon lui, pas rattachée à l’armée du pays. Les zones nouvellement contrôlées par les rebelles sont autoproclamées « Cachemire Libre », le 27 octobre 1947. Face à cela, le maharadjah renonce et décide de demander de l’aide à New Dehli, qui accepte à la seule condition que celui-ci adhère à l’Union indienne. Il y consent et signe cet accord le 26 octobre. Cette situation d’indépendance n’aura duré que 73 jours à la suite de la partition.
Le rattachement du Cachemire à l’Union Indienne fait, des troupes indiennes sont envoyées par avion dans la région afin de pallier l’insurrection qui y prenait place. Le Pakistan, lui, déclare non valide l’accord signé entre Hari Singh et l’Inde. De plus, il signale son opposition la plus complète à l’intervention militaire indienne au Cachemire. Les troupes indiennes foulent le sol cachemiri le 26 octobre 1947. Quatre jours plus tard, le gouvernement pakistanais s’y déclare opposé. Le Cachemire est un enjeu extrêmement important pour un gouvernement pakistanais naissant, en quête d’identité tant politique que nationale.
La première guerre indo-pakistanaise débute alors, avec l’arrivée au Cachemire de l’armée pakistanaise. Ce premier conflit dura un peu plus d’un an et sera marqué par une certaine contrebalance entre les deux Etats rivaux. En effet, aucun ne prend réellement le dessus et la guerre est qualifiée de « guerre d’usure », rappelant le terme utilisé par les politologues et les juristes lors de la Première Guerre mondiale. Alors qu’aucune issue ne semble se dessiner pour les deux belligérants, l’Inde se prononce soudainement en faveur d’un arbitrage du Conseil de Sécurité de l’ONU et porte plainte, le 1er janvier 1948. Les deux rivaux défendaient des positions différentes quant à leur rôle dans cette guerre de territoire : alors que le Pakistan se place en tant que protecteur face à l’oppression exercée par l’armée indienne sur le peuple cachemiri, l’Inde accuse le Pakistan d’agression et de soutien aux troupes rebelles. Le déroulement des débats donna un certain avantage au Pakistan. En effet, Zafrullah Khan, le représentant du Pakistan, par des interventions adroites laissa penser que le gouvernement indien « voulait lui imposer ses propres solutions ». La question du plébiscite est régulièrement évoquée et l’Inde se dit prête à l’accepter comme ultime moyen de régler le statut du Cachemire.
La question de l’indépendance n’était pas sur la table, seulement celle du rattachement à l’Inde ou au Pakistan. Le 6 janvier 1948, le Conseil de Sécurité appelle les deux belligérants à maintenir le statu quo dans la région et le 17 janvier, une résolution est votée. Celle-ci appelle aux deux États à ne pas aggraver la situation déjà très envenimée. Une commission de trois membres différents est par la suite formée, la résolution du 21 avril 1948 ajoute deux autres membres à cette commission en réponse à des objections soulevées par l’URSS et l’Ukraine. Celle-ci fixe le plébiscite qui doit être contrôlé par l’ONU, et est adoptée par 9 voix à 0. Les deux « frères ennemis », comme ils sont régulièrement surnommés, rejettent la résolution et ne retirent pas leurs troupes de la région disputée. L’ONU fixe donc un cessez-le-feu et entame le débat sur le plébiscite, en donnant cette fois plus de satisfaction à l’Inde dans ses décisions. Cependant, le plébiscite n’aura jamais lieu. Le Pakistan réalise quelques concessions, et, face à l’avancée des troupes indiennes, se résout à accepter cet accord. Celui-ci prend effet au 1er janvier 1949 et les deux États rivaux en signent la délimitation le 27 juillet.
En janvier 1965, la seconde guerre indo-pakistanaise éclate à la suite d’une découverte. En effet, la police indienne découvre que la police pakistanaise patrouillait en territoire indien. À la suite de cet évènement, des attaques débutent mais en territoire indien, puis la guerre s’intensifie et s’étend jusqu’à atteindre la région du Cachemire. En passant par le Nord, par la partie pakistanaise du Cachemire, des groupes armés arrivent dans la région puis vient, début septembre, l’armée pakistanaise. Les maigres tentatives de médiation échouent, et le 22 septembre 1965, le cessez-le-feu est effectivement mis en place, l’U.N.I.P.O.M est créée, son but étant à la fois de surveiller la ligne de cessez-le-feu et de vérifier que les deux États rivaux mettent bien le retrait de leurs troupes en place. Cette deuxième guerre indo-pakistanaise n’a en rien amélioré les chances pour l’Inde et le Pakistan de trouver un compromis et les efforts de l’ONU paraissent ici encore, relativement vains : même si l’obtention du cessez-le-feu est une véritable victoire, le problème sous-jacent n’en est pas pour autant réglé. 
La troisième guerre indo-pakistanaise éclate le 22 novembre 1971 à la suite de l’intervention de l’armée indienne dans le conflit opposant le Pakistan et l’armée de libération du Bangladesh, se positionnant aux côtés de cette dernière, sur le front oriental du conflit. Ce conflit armé à la particularité de se dérouler géographiquement à l’opposé du Cachemire alors que sa résolution va être prépondérante dans l’avancement du conflit cachemiri. Les séparatistes bengalis bénéficient rapidement du soutien de New Dehli et les attaques préventives de l’aviation pakistanaise sur des bases indienne ne va que précipiter l’entrée de l’armée de l’Union dans le conflit. La supériorité militaire de l’Union indienne ne laisse aucune place à une victoire pakistanaise et coupe court à toute possible avancée de cette dernière sur le front occidental.
Au-delà du conflit militaire, la symbolique autour de la question du Cachemire montre que « c’est l’identité même des deux pays qui est en jeu dans cette vallée meurtrie ». L’armée pakistanaise capitule et accepte l’établissement d’un cessez-le-feu, annoncé par Yayha Khan et Indira Gandhi le 17 décembre 1971. À la fin de la guerre le Cachemire reste divisé selon le cessez-le-feu. La scission du Bengale a porté un coup dur dans un nationalisme pakistanais déjà fébrile. Le 2 juillet 1972 semble se jouer une étape importante quant à la normalisation du conflit frontalier entre les deux pays. L’accord de Simla, conclu en 1972 par les deux pays, souhaite un traitement de la question des frontières de façon bilatérale. La bilatéralité du conflit, exigé par l’Inde et refusé par le Pakistan, va être décisif dans le règlement ou non du conflit, en ce sens que la communauté internationale ne peut plus s’immiscer dans le traitement de ce dernier. La ligne de cessez-le-feu se transforme en ligne de contrôle « line of control » (LoC) mais son établissement ne diffère pas du tracé du 1949 et ne fait pas tant évoluer la situation.et les deux parties s’engagent à la respecter, l’Inde récupère la région de Kargil. Cette dernière sera le théâtre d’un conflit express en 1999 entre les deux pays, le Pakistan réfutant son implication et invoque une infiltration du territoire par des groupes armés non-affiliés. A l’ère de la nucléarisation des deux pays, les enjeux du conflit ne font que s’exacerber, spécialement dans cette région du Kargil où la délimitation de la LoC fut impossible par son relief et son climat très compliqués. C’est le franchissement de cette dernière par un millier de djihadistes qui va mener à une intervention indienne rapide, couplée à la pression de la communauté internationale, le Pakistan retire son soutien aux troupes djihadistes. Le conflit de Kargil ne va que mettre en lumière la fragilité du statu quo et de la LoC. La résolution du conflit semble compliquée et « chacun maintient sa part du Cachemire hors du statut qu’il accorde à ses autres provinces ». La nucléarisation du conflit ne va que plus figer la situation. Dès les années 80, un climat insurrectionniste à l’égard du gouvernement indien s’installe. Ainsi, le retrait d’une partie de l’autonomie accordée aux cachemiris va être à l’origine de ce sentiment de révolte. Au début des années 2000, les autorités indiennes commencent à ériger une barrière de sécurité ayant pour but de stopper les infiltrations dans le pays.

## Combat pour la création d'un État

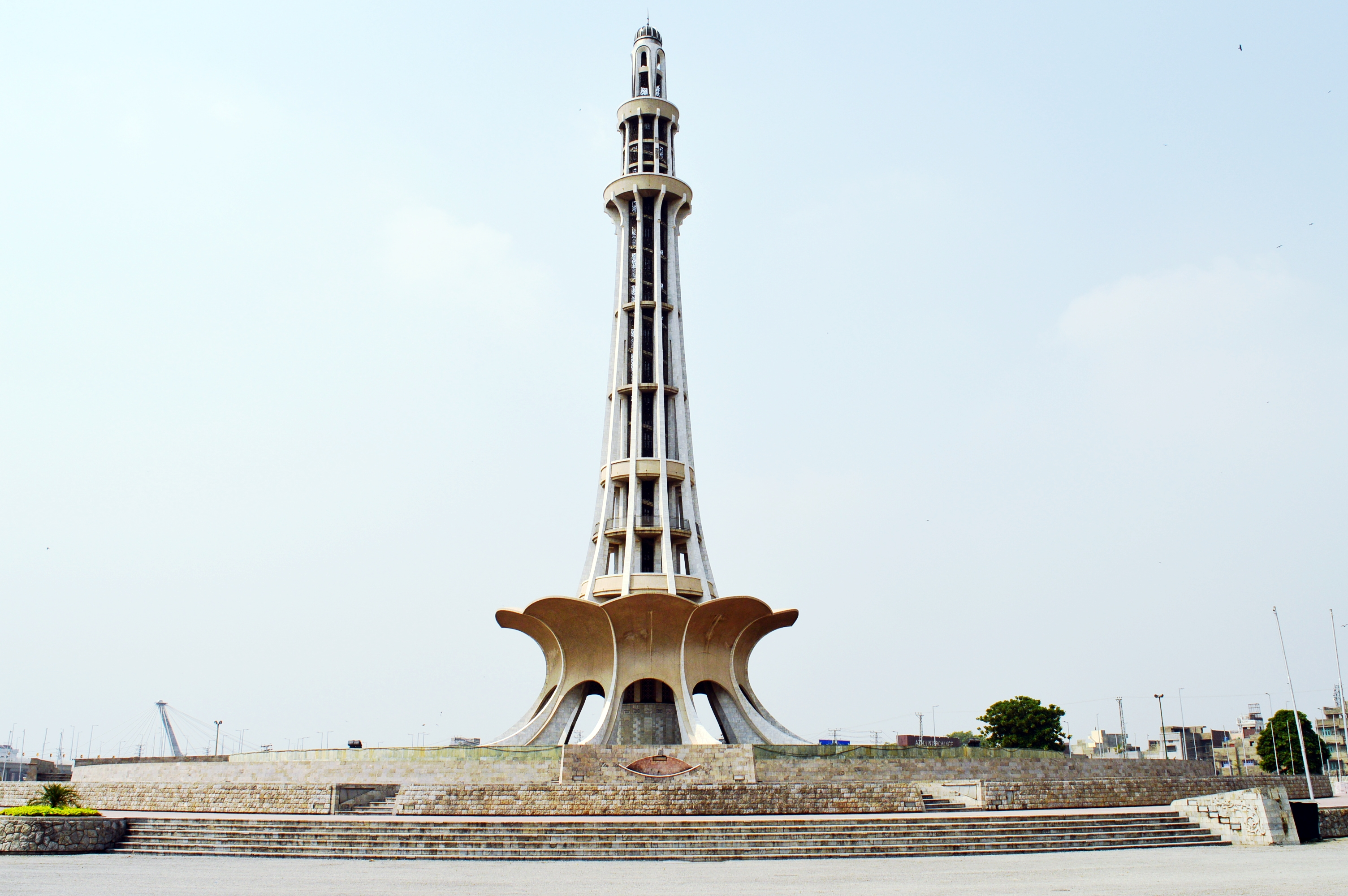
Le Minar-e-Pakistan célèbre la résolution de Lahore.

Le combat pour la création du Pakistan est principalement porté par la Ligue musulmane qui est fondée en 1906 à Dacca et dont Muhammad Ali Jinnah prend la direction en 1913. Le mouvement prend ensuite de l'ampleur dans les provinces unies d'Agra et d'Oudh, où les musulmans étaient minoritaires, et au Bengale. Il entend d'abord défendre les intérêts des musulmans et leur assurer une meilleure représentation puis défend l'idée d'une nation autonome au sein de l'Inde, mais pas nécessaire sous la forme d'un État indépendant dans un premier temps. Le nom du Pakistan est proposé par Choudhary Rahmat Ali en 1933 dans sa « Déclaration pour le Pakistan ».
La résolution de Lahore de 1941 marque un tournant, alors que les négociations avec le Congrès national indien ne donnent rien. Elle prévoit la création d'« États musulmans », dont l'indépendance et les frontières restent floues. Le Pakistan accède à l'indépendance le 14 août 1947 et se limite aux régions où les musulmanes sont clairement majoritaires, à l'exception du Cachemire qui reste disputé.

## Depuis l'indépendance
Malgré l'indépendance, l'idéologie nationaliste pakistanaise va entrer en crise, notamment sur la question de la langue. Le politologue français Christophe Jaffrelot parle ainsi d'un « nationalisme sans nation » et pour le marxiste pakistanais Lal Khan « le Pakistan est passé d'une nation en quête de pays à un pays en quête de nation », traduisant le manque de sentiment d'appartenance commune de la population.
Le nationalisme pakistanais connait l'une de ses plus graves crises lors de la guerre de libération du Bangladesh. Les musulmans du Pakistan oriental vont alors s'associer à une identité davantage liée à la langue plutôt qu'à la religion, aboutissant à la création du Bangladesh en 1971 qui voit le Pakistan amputé de près de la moitié de sa population,.
Le nationalisme pakistanais est aujourd'hui surtout représenté par des mouvements politiques comme ceux issus de la Ligue musulmane du Pakistan, ou aussi plus récemment le Mouvement du Pakistan pour la justice.